# المضبية (فرع العدين)

تعديل مصدري - تعديل

المضبية محلة تابعة لقرية البرح، التابعة لعزلة المسيل بمديرية فرع العدين إحدى مديريات محافظة إب في الجمهورية اليمنية، بلغ تعداد سكانها 337 حسب تعداد اليمن لعام 2004.